# Ребекка (фильм, 1940)
«Ребекка» (англ. Rebecca) — художественный фильм в жанре триллер, снятый режиссёром Альфредом Хичкоком в 1940 году, экранизация одноимённого романа Дафны Дюморье. Главные роли исполняют Лоренс Оливье и Джоан Фонтейн. Фильм получил две премии «Оскар», включая за лучший фильм года. 
«Ребекка» стала фильмом открытия 1-го Берлинского международного кинофестиваля 6 июня 1951 года. В 2018 году фильм был признан национальным достоянием и внесён в Национальный реестр американских фильмов в Библиотеке Конгресса. Также входит в список 100 лучших британских фильмов по версии журнала «Empire».

## Сюжет
Максимилиан де Винтер, владелец поместья Мэндерли, спустя год после смерти жены, красавицы Ребекки, прославившей их имение блистательными балами, приезжает в Монте-Карло. Там он встречает миссис Ван Хоппер и её юную компаньонку, имя которой мы так и не узнаем. Постепенно Максимилиан так увлекается молодой девушкой, что вновь вступает в брак. Робкой и застенчивой девушке нелегко приходится в Мэндерли, владении семьи де Винтеров в Корнуэлле, где всё напоминает о прежней хозяйке, да ещё и экономка, миссис Дэнверс, как-то неестественно предана Ребекке. Но это только начало бед, которые выпадут на долю новой миссис де Винтер.

## В ролях
- Лоренс Оливье — Джордж Фортескью Максимилиан де Винтер
- Джоан Фонтейн — вторая миссис де Винтер
- Джудит Андерсон — миссис Дэнверс
- Джордж Сандерс — Джек Фавелл
- Найджел Брюс — Джайлс Лейси
- Реджинальд Денни — Фрэнк Кроули
- Обри Смит — полковник Джулиан
- Глэдис Купер — Беатрис Лейси
- Флоренс Бейтс — миссис Эдит Ван Хоппер
- Лео Дж. Кэрролл — доктор Бейкер
- Мелвилл Купер — следователь
- Эдвард Филдинг — Фрис
- Филип Уинтер — Роберт

## Награды и номинации

### Награды
- 1941 — Премия «Оскар»
  - Лучший фильм
  - Лучшая работа оператора — Джордж Барнс

### Номинации
- 1941 — Премия «Оскар»
  - Лучшая мужская роль — Лоренс Оливье
  - Лучшая женская роль — Джоан Фонтейн
  - Лучшая женская роль второго плана — Джудит Андерсон
  - Лучший режиссёр — Альфред Хичкок
  - Лучшая работа художника — Лайл Уилер
  - Лучшие эффекты и спецэффекты — Джек Косгроув (фото), Артур Джонс (звук)
  - Лучший монтаж — Хэл Керн
  - Лучшая музыка — Франц Ваксман
  - Лучший сценарий — Роберт Шервуд, Джоан Харрисон

## Лесбийский мотив в фильме
«Ребекка» была тщательно исследована Production Code Administration в аспекте её соответствия Кодексу Хейса на предмет наличия в фильме лесбийского подтекста и благополучно прошла проверку. Однако присутствие в фильме лесбийского мотива подтверждается как исследователями кино, так и лесбийской аудиторией. Запрет на открытый показ на экране тех или иных склонностей на самом деле дал дополнительную возможность обнаружить эти склонности. Завуалированный смысл погружён на более глубокие уровни киноматериала, нужный образ создаётся из отдельных деталей и требует активного соучастия зрителя в истолковании. Представление заменяется на представимость. Иногда способом показать персонажа с гомосексуальной ориентацией становился намеренный отказ от его показа как такового, персонаж «жил» лишь в воспоминаниях прочих героев. Схожий приём использован и в «Ребекке», когда титульная героиня, объект страсти экономки имения, миссис Дэнверс, попросту отсутствует в фильме. Таким образом, запретные отношения искоренены в самом зародыше, они, казалось бы, невозможны в принципе по причине отсутствия одной из сторон, что обеспечивает прохождение цензуры. Однако это не избавляет от возможностей толкования, напротив, служит ключом к пониманию. Отсутствие Ребекки может интерпретироваться именно как нарочитое подчёркивание отсутствия лесбийских отношений, что особенно заметно в сравнении с замечанием Дэвида Селзника, продюсера фильма: «Мы не допустим сексуальных извращений, даже предполагаемых».
Миссис Дэнверс наделена типичным «лесбийским» набором стереотипных черт, характерным для периода американского кинематографа, начиная с 1920-х годов: брутальный тип женщины, злодейка по сюжету, брюнетка, постоянно облачённая в закрытую тёмную одежду. Весь её облик не вызывает и намёка на сочувствие, и даже её одержимость направлена на уже мёртвого человека. Именно все эти черты и выдают в ней то, что открыто в сюжете не озвучивается. Лесбийские наклонности миссис Дэнверс столь же очевидны, как и ориентация мисс Холловей, героини другого классического фильма этого времени «Незваные». Гомосексуальность самой Ребекки остаётся вопросом открытым, и среди исследователей нет относительно её единого мнения. Но роль Ребекки как объекта женской страсти очевидна.

## Критика
Фрэнк С. Ньюджент из The New York Times назвал его «абсолютно блестящим фильмом, захватывающим, тревожным, прекрасным и красиво сыгранным». В Variety он был назван «артистическим успехом», который, тем не менее, «слишком трагичен и глубоко психологичен, чтобы понравиться широкой аудитории». Film Daily пишет: «Вот картина, имеющая знак качества во всех сферах — производстве, режиссуре, актерской игре, сценарии и съемке — и должна особенно понравиться поклонникам женщин. Благодаря этому фильму появилась новая звезда Джоан Фонтейн, которая прекрасно справляется с трудной ролью, в то время как Лоренс Оливье великолепен». В Harrison’s Reports сказано: «Мощная психологическая драма для взрослых. Дэвид О. Селзник поставил ее великолепно, и Альфред Хичкок снова продемонстрировал свое режиссерское мастерство в создании ситуаций, которые волнуют и держат зрителя в напряженном ожидании».